# Ivan Fedele
Ivan Rocco Fedele (Lecce, 6 maggio 1953) è un compositore italiano.

## Biografia
Ha studiato pianoforte al conservatorio di Milano con Bruno Canino, Vincenzo Vitale e Ilonka Deckers e composizione con Renato Dionisi e Azio Corghi, e presso l'Accademia di Santa Cecilia con Franco Donatoni. Si è laureato in Filosofia all'Università degli Studi di Milano. 
Docente di composizione presso alcune tra le maggiori istituzioni musicali europee, è stato maestro di molti compositori poi affermatisi tra i quali si segnalano Christophe Bertrand e Vittorio Montalti.
Dal 2012 al 2020 è stato Direttore del Settore Musica della Biennale di Venezia.

## Opere
- Chiari per orchestra (1981)
- Primo quartetto (1981/89)
- E Poi... per soprano e dodici strumenti (1982)
- Oltre Narciso, cantata profana per un'azione scenica su libretto dell'autore (1982)
- Il Giardino di Giada per oboe d'amore e trio d'archi (1983)
- Toccata per pianoforte (1983)
- Viaggiatori della Notte per violino (1983)
- Aiscrim per flauto, clarinetto e pianoforte (1983)
- Armoon per quattro pianoforti (1983/84)
- Electra Glide per due violini e viola (1984)
- Naturae, madrigale per controtenore, tenore e basso (1984)
- Windex per clarinetto (1985)
- Magic per quattro sassofoni (1985)
- Latinamix per chitarra, pianoforte e flauto (1985)
- Chord per dieci strumenti (1986)
- Flores per organo (1987)
- Pentalogon Quartet (Secondo quartetto) (1987)
- Bias per oboe e chitarra (1988)
- Modus per clarinetto basso e batteria (1988)
- Allegoria dell'Indaco per undici strumenti (1988)
- Epos per orchestra (1989)
- Concerto per viola e orchestra (1990)
- Études (Études boréales - Études australes) per pianoforte (1990-2003)
- Imaginary Sky-Lines per flauto e arpa (1990)
- Il Giardino di Giada II per flauto e trio d'archi (1991)
- Duo en Resonance per due concertanti e ensemble (1991)
- Donax per flauto (1992)
- Imaginary Islands per flauto, clarinetto basso e pianoforte (1992)
- Carme per orchestra da camera (1992)
- Cadence per pianoforte (1993)
- Carme Secondo per orchestra (1993)
- Concerto per pianoforte e orchestra (1993)
- Flamen per quintetto di fiati (1994)
- Orfeo al Cinema Orfeo, racconto in musica per due voci recitanti e tastiere Midi su testo di Giuliano Corti (1994)
- Profilo in Eco per flauto e ensemble (1994-1995)
- Allons per soprano e violoncello (1995)
- La Chute de la Maison Usher, musica da film (1995)
- Corrente per pianoforte e sette strumenti (1996)
- High "in memoriam Miles Davis" per tromba (1996)
- Barbara Mitica, venti quadri radiofonici sui miti di coppia su testi di G. Corti (1996)
- Concerto per violoncello e orchestra (1996)
- Coram per soli, coro e orchestra (1996)
- Coram Requiem per soli, voci recitanti, coro, orchestra ed elettronica su testo di G. Corti (1996)
- Ça Ira per voce e violoncello (1996)
- Donacis Ambra per flauto e live electronics (1997)
- Corrente II per pianoforte e sette strumenti (1997)
- Correnti Alternate per pianoforte e sette strumenti (1997)
- Dioscuri per due violoncelli e orchestra (1997)
- Imaginary Depth per violoncello e orchestra da camera (1997)
- L'Orizzonte di Elettra per viola, live electronics e orchestra da camera (1997)
- Scena per orchestra (1997/98)
- Erinni per pianoforte, cimbalom e vibrafono (1998)
- Concerto per violino e orchestra (1998/99)
- Elettra per viola e live electronics (1999)
- Codex per orchestra da camera (1999)
- Corda d'Aria per flauto e orchestra (1999)
- Maja per soprano, pianoforte, batteria, flauto, clarinetto, violino e violoncello (1999)
- Tar (Terzo quartetto)(1999/2000)
- Apostrofe per flauto (2000)
- Dedica per flauto (2000)
- Two Moons per due pianoforti e elettronica (2000)
- Levante per violoncello, quintetto d'archi e cimbalom (2000)
- Animus Anima per due soprani, mezzosoprano, contralto, tenore e basso (2000)
- ¡Hasta Siempre! per soprano e violoncello (2000)
- Messages per due soprani, due mezzosoprani e otto strumenti (2000)
- Accents per pianoforte e quartetto d'archi (2001)
- Paroles.... Due pezzi per viola e voce femminile (2000)
- Paroles y Palabras per soprano e violoncello (2000)
- Querida Presencia per soprano e violoncello (2000)
- De li Duo Soli et Infiniti Universi per due pianoforti e tre gruppi strumentali (2001)
- Ruah per flauto e orchestra (2002)
- Arco di Vento per clarinetto e orchestra (2002-04)
- Suite Francese per clavicembalo antico a due manuali (accordatura Tartini-Vallotti) (2003)
- Accord per orchestra da camera (2003)
- Ali di Cantor per quattro gruppi strumentali (2003)
- Arc-en-Ciel per violoncello (2004)
- Arcipelago Möbius per clarinetto, violino, violoncello e contrabbasso (2004)
- Odós per oboe e coro misto (2004)
- Capt-Actions per quartetto d'archi, accordeon e dispositivo elettronico in tempo reale (2004-05)
- Antipodes per pianoforte (2005)
- Immagini da Escher per ensemble (2005)
- Flug per clarinetto basso e orchestra (2005)
- Antigone opera lirica (Commissione del Teatro del Maggio Musicale Fiorentino, 2007)